# Kalråtta
Kalråttan, även kallad nakenråtta (Heterocephalus glaber), är en gnagare i familjen mullvadsgnagare och den enda arten i sitt släkte. Den lever i stora underjordiska gångsystem i östra Afrikas halvöknar, i södra Etiopien, i Djibouti, i Kenya och i Somalia. Arten har några utmärkande kännetecken som skiljer den från alla andra däggdjur. De mest påfallande särdragen är att de inte åldras samt levnadssättet i stora kolonier där bara en enda hona har förmåga att para sig (eusocialitet). Levnadssättet är i detta avseende alltså liknande det hos bin och myror.

## Anatomi
Kalråttan når en kroppslängd (huvud och bål) på mellan 6,6 och 11,0 centimeter samt en svanslängd av 3,5 till 5,0 centimeter. Vikten ligger mellan 25 och 80 gram. Djuret har 1,8 till 2,2 cm långa bakfötter och saknar yttre öron. Kroppen ser med undantag av några morrhår naken ut (därav namnet), men har trots allt fina hår fördelade över hela kroppen. Hårbristen tros vara en anpassning till livet i stora kolonier eftersom parasiter får svårt att sprida sig mellan individerna. Huden har en brun-rosa färg och är på ryggen lite mörkare än på buken. Huden skyddar individen när den kryper genom trånga gångar. Tack vare hudens konstruktion kan kalråttan förflytta sig lika snabbt framåt som bakåt.
Jämfört med kroppen är extremiteterna korta och smala. Artens små klor vid händer och fötter är inte lämpliga för att gräva i marken. Hos honor som saknar parningsförmåga är vaginan täckt med en propp. Den dominanta honan har 9 till 15 spenar som bildar två rader.
Artens framtänder växer hela livet och deras spets slits samtidigt av när tänderna används för tunnelbygget.

## Ekologi
Oftast har en koloni 75 till 80 medlemmar, men vissa kolonier har visat sig ha upp till 290 individer. Ibland lever bara en flock med cirka 10 medlemmar i tunnelsystemet. Större utökningar av gångarna för att hitta nya födokällor görs efter regnväder. Annars är marken för hård och grävandet skulle kosta för mycket energi. Tunnelsystemets storlek varierar, även mellan kolonier som har ungefär samma antal medlemmar. Ett av de större bon som blev uppmätta året 2000 hade gångar som tillsammans var 3 km långa och 11 större rum. I dessa rum finns vanligen flera matrester. Avföring och urin lämnas i tunnlar som är återvändsgränder. Högarna som bildas där jorden kastas ut liknar en liten vulkan.
Utbredningsområdet ligger 400 till 1500 meter över havet. Kalråttan föredrar hårdpackad jord men den kan även leva i mjukare och sandigare jord. I regionen förekommer vanligen 200 till 400 mm nederbörd per år.
Födan utgörs av rötter, rotfrukter och andra underjordiska växtskott. Större rotfrukter fylls med jord när de inte kan ätas vid samma tillfälle. Individerna kan vara aktiva på dagen och på natten. När de går framåt använder de sina morrhår för att få informationer om tunnelns utseende och när de går bakåt används svansen. Kalråttan gräver bara med tänderna och inte med framtassarna. Den har styva hår i munnen för att avlägsna jord från munhålan. Ofta bildar individerna en kedja för att transportera jorden från den nyaste delen till utgången. Innan högen proppas igen ger den ormar och andra rovlevande djur möjligheten att besöka boet. Högen skapas därför sent på natten eller tidigt på morgonen när de flesta ormar vilar. Kända fiender är Rhamphiophis oxyrhynchus och Eryx colubrinus. Utanför boet fångas kalråttan av olika rovfåglar.
Honan med fortplantningsförmågan parar sig med upp till tre hannar. Efter parningen är kolonins dominanta hona dräktig 66 till 74 dagar och sedan föds upp till 28 ungar. Honan kan para sig under alla årstider och avståndet i tid mellan två kullar är oftast 76 till 84 dagar. Exemplar av honkön kan leva 23 år och enskilda hannar blev upp till 28 år gamla. För vildlevande exemplar antas däremot att individer som fortplantar sig lever upp till 10 år och att andra kalråttor blir upp till 3 år gamla.
När den dominanta honan dör eller när hon blir sjuk, strider flera andra kraftiga honor mot varandra för att överta positionen. Icke dominanta honor som flyttades bort från en koloni i fångenskap blev efter en vecka brunstiga.

## Status
Kalråttan förekommer främst i landskap som är olämpliga som jordbruksmark. Ibland etableras odlad mark i anslutning till halvöknarna och där kan arten betraktas som skadedjur. Gnagaren förekommer i Kenya i nationalparkerna Tsavo, Meru och Samburu. Hela beståndet anses vara stabilt och därför listas kalråttan av IUCN som livskraftig (LC).